# アブヴィル郡
アブヴィル郡（アブヴィル郡、フランス語: Arrondissement d'Abbeville）は、フランスのピカルディ地域圏にあるソンム県の郡。12の小郡と169のコミューンを持つ。郡庁所在地はアブヴィル。

## 小郡
アブヴィル郡の小郡：
1. アブヴィル＝ノール
2. アブヴィル＝シュド
3. エリー＝ル＝オー＝クロッシェ
4. オー
5. クレシー＝アン＝ポンティユー
6. フリヴィル＝エスカルボタン
7. ガマシュ
8. アランクール
9. モワイヨンヴィル
10. ヌヴィオン
11. リュ
12. サン＝ヴァレリー＝シュル＝ソンム

## コミューン
| 1. アブヴィル                    | 2. アシュー＝アン＝ヴィムー        | 3. アジャンヴィエ                  | 4. エニュヴィル                  |
| 5. エリー＝ル＝オー＝クロッシェ  | 6. アルネ                          | 7. アルリー                        | 8. アルグル                      |
| 9. アレスト                      | 10. アリー                         | 11. オー                           | 12. バイユール                   |
| 13. ボーシャン                   | 14. ベランクール                   | 15. ベルネイ＝アン＝ポンチュー     | 16. ビヤンクール                 |
| 17. ル・ボワル                   | 18. ボワモン                       | 19. ブフレール                     | 20. ブイヤンクール＝アン＝セリー |
| 21. ブルスヴィル                 | 22. ブッタンクール                 | 23. ブヴェンクール＝シュル＝ブレル | 24. ブライイ＝コルヌオット       |
| 25. ブレイ＝レ＝マレイユ         | 26. ブリュカン                     | 27. ブリュテル                     | 28. ビュイニー＝サン＝マクル     |
| 29. ビュイニー＝ラベ             | 30. ビュイニー＝レ＝ガマシュ       | 31. ビュシュ＝ビュシュエル         | 32. ベアン                       |
| 33. ベタンクール＝シュル＝メール | 34. カオン                         | 35. カムブロン                     | 36. カンシー                     |
| 37. カウール                     | 38. カイユー＝シュル＝メール       | 39. セリジー＝ビュルー             | 40. シェピー                     |
| 41. シテルヌ                     | 42. コックレル                     | 43. コントゥヴィル                 | 44. クロンヴィレール             |
| 45. クラモン                     | 46. ル・クロトワ                   | 47. クレシー＝アン＝ポンティユー   | 48. ダルニー                     |
| 49. ドミノワ                     | 50. ドンレジェール＝ロンヴィレール | 51. ドンピエール＝シュル＝オティー | 52. ドンクール                   |
| 53. ドンヴァスト                 | 54. ドゥドランヴィル               | 55. ドゥルカ                       | 56. オークール＝シュル＝ソンム   |
| 57. アンブルヴィル               | 58. エルクール                     | 59. エルニー                       | 60. エストレブフ                 |
| 61. エストレ＝レ＝クレシー       | 62. ファヴィエール                 | 63. フキエール＝アン＝ヴィムー     | 64. フォンテーヌ＝シュル＝マイユ |
| 65. フォンテーヌ＝シュル＝ソンム | 66. フォレスト＝モンティエ         | 67. フォレスト＝ラベイ             | 68. フォール＝マオン＝プラージュ |
| 69. フラミクール                 | 70. フランシエール                 | 71. フランル                       | 72. フレサンヌヴィル             |
| 73. フレットゥムル               | 74. フリオークール                 | 75. フリヴィル＝エスカルボタン     | 76. フロイエル                   |
| 77. フリュクール                 | 78. ガマシュ                       | 79. ガペンヌ                       | 80. ゴランフロ                   |
| 81. グラン＝ラヴィエ             | 82. グレボー＝メニル               | 83. ゲシャール                     | 84. アランクール                 |
| 85. オーヴィエ＝ウヴィル         | 86. イエルモン                     | 87. ユシェヌヴィル                 | 88. ユピー                       |
| 89. ラモット＝ビュルー           | 90. ランシェル                     | 91. リエルクール                   | 92. リジェスクール               |
| 93. リムー                       | 94. ロン                           | 95. ロングプレ＝レ＝コール＝サン   | 96. マシエル                     |
| 97. マシー                       | 98. メズニエール                   | 99. メゾン＝ポンチュー             | 100. メゾン＝ロラン              |